# František Pastrnek
František Pastrnek, född 4 oktober 1853 i Keltsch, Mähren, död 17 februari 1940 i Prag, var en tjeckisk språkforskare.
Pastrnek blev 1884 filosofie doktor vid Wiens universitet och docent i slavisk filologi där 1888 efter att ha skrivit avhandlingen Beiträge zur Lautlehre der slovakischen Sprache. År 1885 kallades han till professor i samma ämne vid Prags tjeckiska universitet, blev medarbetare i "Listy filologické" och redigerade de första årgångarna av det Böhmiska museets etnografiska publikationer. 
Pastrnek samlade grundliga studier av Kyrillos och Methodios i Novější práce o slovanských apoštolích Cyrillu a Methodovi (1891), Evangelium sázavo-emausské čili remešské (1891), O domnělém závětném obraze naších apoštolŭ Cyrilla a Methoda v Řimě (1896), Nová kniha o době cyrillomethodějské (1897) och Dějiny slovanských apoštolŭ Cyrilla a Methoda (1902). 
Om den slaviska bibliografin inlade Pastrnek stora förtjänster genom sin Bibliographische Übersicht über die slavische Philologie 1876-1891 (supplementband till "Archiv für slavische Philologie", 1892), O starožitnických spísech Kollárových (1893), Chrvatsko-hlaholský rukopís sienský (1900), Informacní úvod o cestovatelích do klaštera Chilandarshého (1895), Bibliografie slovanského jazykozpytu a cirkevního slov. písemnictví za r. 1900 och hans översikt av Vatroslav Jagićs litterära verksamhet i "Zbornik u slavu Jagića" (1908). Bland hans övriga skrifter kan nämnas Über den altčechischen Reim (1887) och Zur altčechischen gereimten Alexandreis (1889) samt Miklosich a lidová poesie slovenská (1891). 